# Frankenstein (2015)
Frankenstein (estilizado como FRANK3N5T31N) é um filme de terror produzido nos Estados Unidos em 2015, escrito e dirigido por Bernard Rose.
É uma adaptação moderna do livro Frankenstein ou o Moderno Prometeu da escritora Mary Shelley.
O filme é contado a partir do ponto de vista do monstro mostrando como ele é criado, e escapa para o mundo moderno e aprende sobre o lado escuro da humanidade.

## Sinopse
A história se passa na atual cidade de Los Angeles, quando um casal de cientistas criam o monstro Adam mas o deixam para morrer. A partir dai, ele precisa confrontar a violência e a agressividade que se encontram ao seu redor. Adam foi projetado para ser a criatura perfeita, contudo a o lado hostil da humanidade vai desfigurar toda a sua natureza.

## Elenco
- Carrie-Anne Moss....Marie
- Xavier Samuel....Adam
- Tony Todd....Eddie
- Danny Huston....Viktor Frankenstein
- James Lew....Gerente do Hotel

## Prêmios e indicações

### Prêmios
Festival Internacional de Cinema Fantástico de Bruxelas
- Melhor Filme: 2015[3]

 Morbido Film Fest
- Menção Especial: 2015[4]